# Dejar morir
En el campo de la ética no consecuencialista, hay una distinción moral entre "asesinar" y "dejar morir", en cuanto a la intervención activa que conlleva cada acto.
También, en el ámbito de la ética médica, existe una distinción entre la eutanasia y dejar morir: legalmente, los pacientes tienen derecho a rechazar un mantenimiento de su vida en países en los que la eutanasia no es legal